# Heinz-Dieter Hansing
Heinz-Dieter Hansing (* 9. März 1947) ist ein ehemaliger deutscher Fußballspieler. Der Offensivspieler hat beim 1. FC Kaiserslautern von 1967 bis 1969 in der Fußball-Bundesliga 24 Ligaspiele absolviert.

## Karriere
Im Jahr 1965 wechselte Hansing vom SC Steinhude zu SV Arminia Hannover. Unter Trainer Horst Witzler debütierte Hansing am 28. November 1965 bei einer 0:3-Auswärtsniederlage bei Holstein Kiel auf Linksaußen in der damals zweitklassigen Regionalliga Nord. Am Rundenende belegten die „Blauen“ vom SV Arminia den 6. Rang und der Nachwuchsspieler hatte sieben Ligaspiele an der Seite von Klaus Forbrig, den Gebrüdern Hans und Willi Langemann, Manfred Hufgard und Heinz Stauvermann absolviert. In seinem zweiten Jahr, 1966/67, wurde Hansing mit seinem Verein Arminia Hannover Meister der  Regionalliga Nord. Hansing eröffnete die Runde am Starttag, den 14. August 1966, bei einem 4:1-Heimerfolg gegen den VfB Oldenburg als zweifacher Torschütze. Er bestritt in der Meisterschaftssaison unter dem neuen Trainer Hans Hipp 21 Spiele, in denen er neun Tore beim Titelgewinn erzielte. Den Aufstieg in die Bundesliga verpassten die Arminen allerdings in der Aufstiegsrunde gegen die Konkurrenten von Hertha BSC (1:1, 3:0), Borussia Neunkirchen (1:2, 3:4), FC Bayern Hof (3:0, 2:1) und Schwarz-Weiß Essen (1:2, 0:4). Hansing hatte alle acht Spiele in der Aufstiegsrunde absolviert, drei Tore erzielt und dabei sportlich auf sein Talent aufmerksam gemacht. Der Stürmer bekam ein Angebot aus der höchsten deutschen Spielklasse und wechselte zur Saison 1967/68 zum 1. FC Kaiserslautern.
Neben Hansing hatte Kaiserslautern noch Heinz-Dieter Hasebrink, Gerd Roggensack und Bernd Windhausen neu unter Vertrag genommen. Der Neuzugang aus Hannover debütierte am 9. September 1967 bei einer deftigen 2:8-Auswärtsschlappe auf dem Bökelberg gegen Borussia Mönchengladbach unter Trainer Otto Knefler in der Bundesliga. Er wurde beim Zwischenstand von 1:5 in der 51. Minute für Hasebrink eingewechselt. Die Runde wurde negativ beeinflusst durch einen Schienbeinbruch von Otto Rehhagel am 14. Oktober und den nachfolgenden Platzverweis von Helmut Kapitulski mit achtwöchiger Sperre im Spiel am 21. Oktober 1967 beim 1. FC Köln. Zum 5. März 1968 übernahm Egon Piechaczek von Knefler das Traineramt und der FCK konnte noch gerade mit dem 16. Rang den Klassenerhalt bewerkstelligen. Hansing hatte in 15 Ligaspielen mitgewirkt. An der Stammformation im Angriff mit Roggensack (32-10), Hasebrink (34-7), Windhausen (24-4), Kapitulski (20-10) und Gerhard Kentschke (28-5) kam er nicht vorbei. Als in seinem zweiten Jahr auf dem Betzenberg mit Jürgen Friedrich und Jürgen Rumor Verstärkungen gekommen waren, wurde er nur noch in neun Ligaspielen benötigt. Immerhin erlebte er im DFB-Pokal aktiv die zwei Spiele gegen Eintracht Frankfurt (1:0) und das Halbfinalspiel am 3. Mai 1969 (1:1 n. V.) gegen den FC Schalke 04. Zwei Jahre lang spielte er mit den „Roten Teufeln“ gegen den Abstieg. Hansing gelang in dieser Zeit kein Bundesligator und kam nicht über die Rolle des Ergänzungsspielers hinaus. 1969 nahm er Abschied, ging zum Göttingen 05 und damit zurück nach Niedersachsen.
In Göttingen, beim schwarz-gelben Vizemeister der Jahre 1966 bis 1968, waren zwar die besten Jahre in der Regionalliga Nord vorbei, aber Hansing erlebte immer noch einstellige Tabellenränge in den nächsten Jahren nach seinem Zuzug aus Kaiserslautern; die beste Platzierung in der Saison 1972/73 unter Trainer Reinhard Roder mit dem 4. Rang, wozu Hansing alle 34 Rundenspiele absolviert und neun Tore erzielt hatte. Mit Göttingen qualifizierte er sich 1974 nach Auflösung der Regionalliga für die neugeschaffene 2. Bundesliga und stand bis 1976 im Zweitligakader des Vereins. Im ersten Jahr erreichte er mit Göttingen in der 2. Bundesliga den 10. Rang und hatte an der Seite von Mitspielern wie Dieter Hochheimer, Friedel Mensink, Walter Plaggemeyer, Frank-Michael Schonert und Klaus Wolf in 35 Ligaspielen fünf Tore erzielt. Im Sommer 1976 wechselte er nach 164 Regionalligaspielen mit 52 Toren und 50 Spielen in der 2. Bundesliga mit fünf Toren zur SVG Einbeck in die Verbandsliga Süd und beendete im Amateurlager seine sportliche Laufbahn.

## Statistik
| Liga          | Spiele (Tore) |
| ------------- | ------------- |
| Bundesliga    | 24 (0)        |
| 2. Bundesliga | 50 (5)        |
| Wettbewerb    |               |
| DFB-Pokal     | 05 (1)        |